# Franck de Almeida
Franck Caldeira de Almeida (ur. 6 lutego 1983 w Sete Lagoas) – brazylijski lekkoatleta specjalizujący się w biegach długich.
W 2001 sięgnął po złoto (w biegu na 10 000 metrów) i srebro (w biegu na 5000 metrów) podczas mistrzostw panamerykańskich juniorów. Rok później zdobył dwa medale mistrzostw Ameryki Południowej juniorów oraz zajął siódmą lokatę w biegu na 10 000 metrów w czasie mistrzostw świata juniorów. Wygrał bieg maratoński podczas igrzysk panamerykańskich w 2007, a rok później nie ukończył rywalizacji w maratonie na igrzyskach olimpijskich. Bez sukcesów startował w 2008 i 2009 w mistrzostwach świata w półmaratonie. Zdobywał medale mistrzostw Brazylii w biegach na różnych dystansach.

## Osiągnięcia
| Rok  | Impreza                               | Miejsce        | Konkurencja      | Lokata      | Wynik    |
| ---- | ------------------------------------- | -------------- | ---------------- | ----------- | -------- |
| 2001 | Mistrzostwa świata w biegu na przełaj | Ostenda        | bieg juniorów    | 75. miejsce | 28:18    |
| 2002 | Mistrzostwa świata juniorów           | Kingston       | bieg na 10 000 m | 7. miejsce  | 29:49,95 |
| 2007 | Igrzyska panamerykańskie              | Rio de Janeiro | bieg maratoński  | 1. miejsce  | 2:14:03  |
| 2008 | Igrzyska olimpijskie                  | Pekin          | bieg maratoński  | –           | DNF      |
| 2008 | Mistrzostwa świata w półmaratonie     | Rio de Janeiro | półmaraton       | 28. miejsce | 1:05:52  |
| 2009 | Mistrzostwa świata w półmaratonie     | Birmingham     | półmaraton       | 79. miejsce | 1:07:44  |
| 2012 | Igrzyska olimpijskie                  | Londyn         | maraton          | 13. miejsce | 2:13:35  |